# لوبي المواطنين للمناخ
لوبي المواطنين للمناخ (سي سي إل) مجموعة بيئية شعبية دولية تدرب المتطوعين وتدعمهم لبناء علاقات مع نوابهم المنتخبين بهدف التأثير على سياسة المناخ. صُنفت سي سي إل ضمن منظمات 501 (c)، إذ بلغت إيراداتها 680,000 دولار في الولايات المتحدة في 2018. تعمل سي سي إل منذ عام 2007، والهدف منها هو بناء الدعم السياسي عبر الخطوط الحزبية لتسعير الكربون، وتحديدًا رسم الكربون وحصة أرباحه حيادية العوائد على المستوى الوطني. تتلقى سي سي إل دعمًا من علماء المناخ البارزين، جيمس هانسن وكاثرين هايهو ودانييل كامين. يضم المجلس الاستشاري لسي سي إل أيضًا وزير الخارجية السابق، جورج شولتز، والنائب الأمريكي السابق، بوب إنغليس، والممثل دون شيدل، ومؤسس منظمة ريزولتس، سام دالي هاريس.
تأسست سي سي إل في الولايات المتحدة، وتملك فروعًا في أكثر من 70 دولة.

## مقدمة
تعد سي سي إل منظمة غير حزبية تضم أعضاءً من جميع أنحاء الولايات المتحدة وكندا ودول أخرى، وتدعو إلى بناء تشريعات مناخية فعالة. تتمثل مهمتها المعلنة في بناء الإرادة السياسية لتحقيق مناخ مستدام، مع تمكين الأفراد من ممارسة سلطتهم الشخصية والسياسية. يقع مقرها الرئيسي الدولي/الأمريكي في كورونادو، كاليفورنيا، ومكتبها الوطني الكندي في سودبوري، أونتاريو. تتألف سي سي إل من مجموعات المتطوعين المحليين الذين يمارسون الضغط على نوابهم المنتخبين ويعملون من خلال التواصل ووسائل الإعلام المحلية. يصب هدفهم في خفض انبعاثات غازات الاحتباس الحراري وتعزيز الانتقال إلى اقتصاد الطاقة المتجددة من خلال نهج قائم على السوق: نهج «رسم الكربون وحصة أرباحه» حيادية العوائد لتسعير التلوث الكربوني الناجم عن الوقود الأحفوري، وفي الوقت نفسه، إنهاء الدعم الحكومي لشركات الوقود الأحفوري. في الولايات المتحدة، يكتسب النهج القائم على السوق من خلال تحديد سعر الكربون دعمًا من الجمهوريين والديمقراطيين على حد سواء. تؤمن سي سي إل أن رسم الكربون وحصة أرباحه حيادية العوائد هو حل يتفق عليه الحزبان لمعالجة مشكلة انبعاثات الكربون بشكل فعال دون الاعتماد على نهج تنظيمي معقد.

## التشريع الأمريكي المقترح
تقترح سي سي إل تشريعات وطنية للحد من انبعاثات غازات الاحتباس الحراري في الولايات المتحدة من خلال فرض رسوم على ثنائي أكسيد الكربون أو الغازات المكافئة. تُفرض الرسوم على جميع أنواع الوقود الأحفوري لحظة دخولها إلى الاقتصاد. يتم إرجاع الإيرادات المحصلة بنسبة 100% كدفعة شهرية أو سنوية لكل أسرة أمريكية. يحمي ذلك الأمريكيين من الطبقة الدنيا والمتوسطة من ارتفاع التكاليف المرتبطة برسوم الكربون على المستهلك. تُعرف هذه الفكرة باسم رسم الكربون وحصة أرباحه.
بدأ اقتراح سي سي إل الرسوم بمبلغ 15 دولارًا أمريكيًا لكل طن من مكافئ ثنائي أكسيد الكربون (3⁄4 سنت لكل رطل) على أن يرتفع بمقدار 10 دولارات للطن كل عام (1⁄2 سنتًا للرطل). ستستمر الرسوم في الارتفاع حتى ينخفض إجمالي انبعاثات مكافئ ثنائي أكسيد الكربون في الولايات المتحدة إلى 10% من انبعاثاته في عام 1990. لحماية الشركات الأمريكية من المنافسة من قبل البلدان الأخرى التي لا تملك آليات تسعير الكربون، سُنت آلية تعديل حدودية. على غرار بروتوكول مونتريال، تخضع البضائع القادمة من البلدان التي لا تملك نظامًا لتسعير الكربون لرسوم على الحدود. يتم تعويض رسوم البضائع التي تغادر الولايات المتحدة لتُباع في بلد لا يملك نظام لتسعير الكربون على الحدود. بالإضافة إلى ذلك، اُلغيت جميع أشكال دعم الوقود الأحفوري، بما في ذلك الإعفاءات الضريبية، على مدى السنوات الخمس التالية للتشريع.
في 1 سبتمبر عام 2016، أقرت هيئة كاليفورنيا التشريعية إجراءً يحث الكونغرس الأمريكي على سن ضريبة على الوقود الأحفوري القائم على الكربون. كان الاقتراح محايدًا من حيث الإيرادات، إذ تُعطى جميع الأموال التي تُجمع إلى الثلثين الأدنيين من الأسر الأمريكية. لذلك، رغم تأطير القرار كضريبة، كان في الواقع مخططًا لنظام رسم الكربون وحصة أرباحه.
تحدث الأستاذ الفخري هنري جاكوبي مرة أخرى عن أهمية مفهوم رسم الكربون وحصة أرباحه ضمن مقال في صحيفة الغارديان في أوائل عام 2021.

## الأولويات والتأثير
يبدي عمل سي سي إل آثارًا على المستويين المحلي والوطني. على المستوى المحلي، تجمه المنظمة المواطنين المهتمين معًا ضمن مجتمع لتثقيف أنفسهم والآخرين، من خلال وسائل الإعلام، وبناء آرائهم واقتراحاتهم حول تغير المناخ لتقديمها إلى نوابهم المنتخبين محليًا للحكومة الفيدرالية. يشمل ذلك أعضاء مجلس النواب وأعضاء مجلس الشيوخ في الولايات المتحدة وأعضاء البرلمان وأعضاء مجلس الشيوخ (المعينين) في كندا.
تؤمن سي سي إل بأهمية اجتماع الأعضاء وإنشائهم لعلاقات مع النواب المحليين كوسيلة لـ«وضع وجه» على الفروع المحلية وتوفير المعلومات والتعبير عن مخاوفهم فيما يتعلق بتشريعات تغير المناخ. عندما يكون هناك مشروع قانون مناخي مهم يتم النظر فيه في عاصمة البلاد، يعمل أعضاء سي سي إل على لفت انتباه نوابهم المنتخبين والضغط من أجل كسب دعمهم حسب الاقتضاء. تعمل الفروع أيضًا على إبقاء المواطنين على اطلاع بالتشريعات المناخية والإجراءات التي يجب اتخاذها في الوقت المناسب. تسمح اجتماعات الفروع المحلية الشهرية للأعضاء بتبادل المعلومات حول قضايا تغير المناخ، والتخطيط للأحداث القادمة المتعلقة بتغير المناخ وتقديم الدعم المتبادل. 
على المستوى الوطني، يمكن لفروع سي سي إل التأثير بشكل مباشر على التشريعات الفيدرالية من خلال العمل المُنجز على المستوى المحلي. تساهم هذه الفروع عبر شبكة متنامية من الأشخاص الذين يشاركون نفس روح المبادرة في جميع أنحاء البلاد. يصبح هؤلاء الأفراد والجماعات معًا صوتًا قويًا يمكنه جذب انتباه المواطنين الآخرين ونواب البلديات والنواب الفيدراليين على حد سواء.

## المبادرات
يعمل أعضاء سي سي إل على بناء الإرادة السياسية لتحقيق مناخ مستدام وتمكين غيرهم من المواطنين بعدة طرق، بما في ذلك:
- تثقيف أنفسهم وأصدقائهم والأشخاص ذوي التأثير حول العلوم والاقتصاد وعلم الاجتماع والأعمال والنكران والسياسة والتواصل والعديد من الجوانب الأخرى لتغير المناخ. لتحقيق ذلك، يرعون ندوات تعليمية أسبوعية على الإنترنت، ويطلقون عليها عليها اسم جامعة المناخ للمواطنين.
- كتابة رسائل بخط اليد إلى السياسيين، وخاصةً أعضاء الكونغرس والبرلمان والجمعيات الوطنية، وتوظيف آخرين للقيام بذلك.
- ممارسة الضغط على السياسيين مباشرةً في مكاتب دوائرهم الانتخابية وفي العواصم.
- المشاركة في الأحداث المجتمعية حيث يشارك الجمهور في نشر الوعي بتغير المناخ والإجراءات اللازمة.
- نشر الوعي عبر وسائل الإعلام من خلال كتابة القصص والمدونات والبيانات الإعلامية والرسائل إلى المحرر ومقالات الرأي والتغريدات وتحديثات الحالة وما إلى ذلك، وتقديمها إلى المصادر التقليدية (الراديو والتلفاز والصحف) ومصادر القرن الحادي والعشرين (المدونات والصحف الإلكترونية ووسائل التواصل الاجتماعي).
- تطوير الشراكات والتحالفات والعلاقات مع مختلف المجموعات بهدف بناء قاعدة دعم واسعة ومتنوعة لبناء الإرادة السياسية لتحقيق مناخ مستدام.